# Березанська селищна рада
Береза́нська се́лищна ра́да — адміністративно-територіальна одиниця та орган місцевого самоврядування в Березанському районі Миколаївської області. Адміністративний центр — селище міського типу Березанка.

## Загальні відомості
- Територія ради: 4,226 км²
- Населення ради: 4 983 особи (станом на 2001 рік)
- Територією ради протікає річка Сасик.

## Населені пункти
Селищній раді підпорядковані населені пункти:
- смт Березанка
- с. Андріївка
- с. Малахове
- с. Марківка
- с. Попільне

## Склад ради
Рада складається з 20 депутатів та голови.
- Голова ради: Шлікер Олексій Михайлович
- Секретар ради: Фічак Тетяна Валентинівна

### Керівний склад попередніх скликань
| Прізвище, ім'я, по батькові | Основні відомості                                                                                         | Дата обрання | Дата звільнення |
| --------------------------- | --- | ------------ | --------------- |
| Шлікер Олексій Михайлович   | Селищний голова, 1953 року народження, освіта вища, член Соціал-демократичної партії України (об'єднаної) | 26.03.2006   | 31.10.2010      |
| Шлікер Олексій Михайлович   | Селищний голова, 1953 року народження, освіта вища, член Партії регіонів                                  | 31.10.2010   |                 |

Примітка: таблиця складена за даними сайту Верховної Ради України

### Депутати
За результатами місцевих виборів 2010 року депутатами ради стали:

#### За суб'єктами висування
| Суб'єкт висування | Кількість обраних депутатів | %  |
| ----------------- | --------------------------- | -- |
| Партія регіонів   | 13                          | 65 |
| Самовисування     | 7                           | 35 |

#### За округами
| № округу        | Прізвище, ім'я, по батькові   | Дата визнання обраним | Освіта             | Партійна приналежність                  | Відомості про обраного депутата                              |
| --------------- | ----------------------------- | --------------------- | ------------------ | --------------------------------------- | ------------------------------------------------------------ |
| Партія регіонів |                               |                       |                    |                                         |                                                              |
| 1               | Данилко Іван Васильович       | 02.11.2010            | вища               | член Партії регіонів                    | Березанський районний історичний музей, директор             |
| 2               | Гонтаренко Олександр Петрович | 02.11.2010            | середня            | член Партії регіонів                    | приватний підприємець                                        |
| 3               | Одинок Любов Михайлівна       | 02.11.2010            | вища               | член Партії регіонів                    | Березанська ЦРЛ, гол. Бухгалтер                              |
| 4               | Письменна Людмила Альбінівна  | 02.11.2010            | вища               | член Партії регіонів                    | Березанський дит.садок, завідувачка                          |
| 5               | Ходан Ігор Володимирович      | 02.11.2010            | вища               | член Партії регіонів                    | Кримінальна виконача інспекція, начальник                    |
| 7               | Коваль Людмила Валентинівна   | 02.11.2010            | вища               | член Партії регіонів                    | Державна податкова інспекція, інспектор                      |
| 11              | Білокреницька Ольга Іванівна  | 02.11.2010            | вища               | член Партії регіонів                    | Березанська селищна рада, головний бухгалтер                 |
| 12              | Холодна Наталія Іванівна      | 02.11.2010            | вища               | член Партії регіонів                    | пенсіонер                                                    |
| 13              | Шевченко Александра Іванівна  | 02.11.2010            | вища               | член Партії регіонів                    | ПП"Шевченко ", приватний підприємець                         |
| 16              | Соловйова Олена Євгенівна     | 02.11.2010            | середня спеціальна | член Партії регіонів                    | Березанський дит.садок, помічник вихователя                  |
| 18              | Степанова Олена Олександрівна | 02.11.2010            | вища               | член Партії регіонів                    | одноосібник                                                  |
| 19              | Фічак Тетяна Валентинівна     | 02.11.2010            | вища               | член Партії регіонів                    | Березанська селищна рада, секретар                           |
| 20              | Чеботарьова Анжела Пилипівна  | 02.11.2010            | середня            | член Партії регіонів                    | Березанська ЦРЛ, молодча медична сестра                      |
| Самовисування   |                               |                       |                    |                                         |                                                              |
| 6               | Малиновська Тетяна Вікторівна | 28.12.2010            | середня спеціальна | член Єдиного Центру                     | Березанська ЦРЛ, медична сестра                              |
| 8               | Громовий Максим Сергійович    | 02.11.2010            | середня            | член Народного Руху України             | МДАУ, студент                                                |
| 9               | Журба Наталія Іванівна        | 02.11.2010            | вища               | позапартійна                            | Березанська районна бібліотека, зав.відділом                 |
| 10              | Бондаренко Юрій Вікторович    | 02.11.2010            | середня спеціальна | позапартійний                           | приватний підприємець                                        |
| 14              | Яворський Олексій Миколайович | 02.11.2010            | вища               | позапартійний                           | Березанська селищна рада, юрист                              |
| 15              | Кривенко Олена Георгіївна     | 02.11.2010            | вища               | член Єдиного Центру                     | Березанське управління соц.захисту, начальник відділу кадрів |
| 17              | Крайняк Олександра Прокопівна | 02.11.2010            | середня спеціальна | член Конгресу Українських Націоналістів | тимчасово не працює                                          |